# Championnat des États-Unis de rugby à XV
Le championnat des États-Unis de rugby à XV, dénommé Men's D1 Championship, est une compétition annuelle mettant aux prises les meilleurs clubs de rugby à XV aux États-Unis. Créé en 1979 sous l'égide de la Fédération américaine de rugby à XV, la formule du championnat a été plusieurs fois modifiée au cours de son histoire. Cette compétition a remplacé la défunte US Super Rugby League à laquelle a succédé l'Elite Cup puis, aujourd'hui, 2 championnats régionaux réservés aux clubs professionnels : le Pacific Rugby Premiership et l'American Rugby Premiership. La Fédération américaine a annoncé le 9 novembre 2015 la création d'un championnat professionnel, dénommé PRO Rugby, avec 5 clubs (Sacramento, San Francisco, San Diego, Columbus et Denver) pour 2016 qui se déroulera du 17 avril au 31 juillet et devrait inclure des équipes canadiennes pour la saison 2017.

## Historique
Le Championnat des États-Unis de rugby à XV professionnel est créé en 1996 par les 14 principaux organes directeurs du sport aux États-Unis. Il est destiné à créer une compétition compétitive et nationale. Il est créé à une époque où il y a un besoin d'expansion du règlement dans le pays. L'année 1997 est par la suite la saison inaugurale de la compétition. Il y a 14 équipes en compétition, qui sont divisées en deux poules de sept équipes, la Western-Pacific Conference et la Midwestern-East Conference.
Les premières équipes à entrer en compétition lors de la saison 1997 sont : Belmont Shore RFC, Chicago Lions, Dallas Harlequins RFC, Denver Barbarians RFC, Gentlemen of Aspen RFC, Kansas City Blues, Life University, Old Blue RFC, Old Puget Sound Beach RFC, Old Mission Beach Athletic Club RFC, Potomac Athletic Club RFC, San Francisco Golden Gate RFC et Washington RFC. Aspen remporte le premier championnat en battant le Old Blue RFC 22 à 8 dans la finale qui est disputée au Balboa Stadium de San Diego. La saison suivante, deux clubs supplémentaires entrent dans la compétition, le Boston R.C. et le Philadelphia Whitemarsh RFC. Les deux équipes rejoignent la conférence Est, et les Harlequins passent à la conférence Ouest. En 2001, la compétition est reconnue comme le premier championnat de rugby aux États-Unis - se séparant de la USA Rugby Division 1. La saison suivante, le championnat accueille deux nouvelles équipes, le New York Athletic Club, qui conquiert d'entrée par des moyens de promotion et la Hayward Rugby, qui a fusionné avec le Old Blues RFC Berkeley.
La saison 2002 voit des changements majeurs dans le championnat, les formats « divisions Est et Ouest » étant dissous pour ne former qu'une compétition nationale. Le format revient à sa forme initiale en 2005. La Super League célèbre ses 10 ans de championnat en 2006, avec les OMBAC vainqueur des Belmont Shore sur le score de 36 à 33 lors de la finale qui se tient à Santa Clara. Il est annoncé après la saison 2006 que la Super League de rugby passe de 15 à 18 équipes pour la saison 2007. L'équipe de Santa Monica Rugby Club accepte l'invitation à rejoindre la Super League, tout comme les Boston Irish Wolfhounds, qui ont également terminé deuxièmes dans les divisions I et III en 2006. Les Chicago Griffins rejoignent également l'élite pour remplacer les Kansas City Blues, qui sont auto-relégués en USA Rugby Division I.
Un événement majeur a lieu pendant la saison 2008, avec la diffusion en direct sur la chaîne ESPN Classic, de la finale entre le New York Athletic Club et Belmont Shore. C'est un match extrêmement dur, qui voit le New York Athletic Club l'emporter 31 à 28 lors de la mort subite. Le championnat 2009 compte 16 équipes réparties dans deux conférences. Philadelphie Whitemarsh, Washington RFC, et St. Louis Bombers RFC ne retournent pas à la compétition, tandis que l'équipe de Life University revient après une absence de six saisons. En raison de la crise économique en cours, avant la saison 2010, la Belmont Shore décide de concourir uniquement dans la division I de la Californie du sud. En réponse à cela, Santa Monica décide également de s'auto-reléguer. En raison de l'inégalité des conférences, Dallas est déplacé vers la conférence rouge (Ouest) et aucune autre équipe n'est ajoutée, portant le nombre à 14. En août 2010, le Boston Irish Wolfhounds s'auto-relègue également et engage deux équipes dans le USA Club Rugby Program. Pour la saison 2010, ils sont en compétition dans la Division I et Division II.

## Palmarès US Super Rugby League
Le tableau ci-après donne le palmarès du championnat des États-Unis depuis sa création en 1997.
| Année | Lieu                        | Vainqueur                 | Score          | Finaliste                 |
| ----- | --------------------------- | ------------------------- | -------------- | ------------------------- |
| 1997  | San Francisco (Californie)  | Aspen RFC                 | 22 – 8         | Old Blue RFC              |
| 1998  | Somerville (Massachusetts)  | Belmont Shore RFC         | 28 – 10        | Old Blue RFC              |
| 1999  | Denver (Colorado)           | Denver Barbarians         | 22 – 18        | Belmont Shore RFC         |
| 2000  | San Diego (Californie)      | Life Running Eagles       | 43 – 21        | Aspen RFC                 |
| 2001  | Rockford (Illinois)         | Aspen RFC                 | 56 – 21        | Old Mission Beach AC      |
| 2002  | Aspen (Colorado)            | Aspen RFC                 | 34 – 23        | Belmont Shore RFC         |
| 2003  | San Francisco (Californie)  | Belmont Shore RFC         | 23 – 15        | Old Mission Beach AC      |
| 2004  | Newport (Rhode Island)      | Belmont Shore RFC         | 24 – 21        | San Francisco Golden Gate |
| 2005  | East Hartford (Connecticut) | New York Athletic Club    | 23 – 19        | Belmont Shore RFC         |
| 2006  | Santa Clara (Californie)    | Old Mission Beach AC      | 36 – 33        | Belmont Shore RFC         |
| 2007  | San Diego (Californie)      | Belmont Shore RFC         | 27 – 21        | Chicago Lions             |
| 2008  | Glendale (Colorado)         | New York Athletic Club    | 31 – 28 (a.p.) | Belmont Shore RFC         |
| 2009  | Glendale (Colorado)         | San Francisco Golden Gate | 23 – 13        | Life Running Eagles       |
| 2010  | San Francisco (Californie)  | New York Athletic Club    | 28 – 25        | San Francisco Golden Gate |
| 2011  | Marietta (Géorgie)          | San Francisco Golden Gate | 20 – 15        | Life Running Eagles       |
| 2012  | Seattle (Washington)        | New York Athletic Club    | 32 – 29        | Old Puget Sound Beach     |

## Palmarès Elite Cup
| Année | Lieu                | Vainqueur                 | Score   | Finaliste           |
| ----- | ------------------- | ------------------------- | ------- | ------------------- |
| 2013  | Glendale (Colorado) | San Francisco Golden Gate | 31 – 26 | Life Running Eagles |

## Palmarès Men's D1 Club Championship
| Année | Lieu                      | Vainqueur               | Score   | Finaliste                 |
| ----- | ------------------------- | ----------------------- | ------- | ------------------------- |
| 1979  | Kansas City (Missouri)    | Old Blues RFC Berkeley  |         | St. Louis Falcons         |
| 1980  | Long Beach (Californie)   | Old Blues RFC Berkeley  |         | St. Louis Falcons         |
| 1981  | Dayton (Ohio)             | Old Blues RFC Berkeley  | 9 - 3   | Old Blue RFC              |
| 1982  | Palo Alto (Californie)    | Old Blues RFC Berkeley  | 13 - 6  | Denver Barbarians         |
| 1983  | Chicago (Illinois)        | Old Blues RFC Berkeley  | 23 - 0  | Dallas Harlequins         |
| 1984  | Hartford (Connecticut)    | Dallas Harlequins       | 31 - 12 | Los Angeles Rugby Club    |
| 1985  | Chicago (Illinois)        | Milwaukee RFC           | 10 - 4  | Denver Barbarians         |
| 1986  | Tampa (Floride)           | Old Blues RFC Berkeley  | 20 - 0  | Old Blue RFC              |
| 1987  | Tampa (Floride)           | Old Blues RFC Berkeley  | 28 - 10 | Pittsburgh Rugby          |
| 1988  | Windhover (New York)      | OMBAC San Diego         | 29 - 12 | Milwaukee RFC             |
| 1989  | Denver (Colorado)         | OMBAC San Diego         | 19 - 9  | Philadelphia Whitemarsh   |
| 1990  | Denver (Colorado)         | Denver Barbarians       | 15 - 9  | Old Blues RFC Berkeley    |
| 1991  | San Diego (Californie)    | OMBAC San Diego         | 12 - 9  | Washington Rugby Club     |
| 1992  | Denver (Colorado)         | Old Blues RFC Berkeley  | 32 - 9  | Mystic River              |
| 1993  | Washington (Columbia)     | OMBAC San Diego         | 30 - 13 | Milwaukee RFC             |
| 1994  | Chicago (Illinois)        | OMBAC San Diego         | 30 - 16 | Life College              |
| 1995  | Austin (Texas)            | Potomac                 | 16 - 12 | OMBAC San Diego           |
| 1996  | Chicago (Illinois)        | OMBAC San Diego         | 23 - 12 | Old Blues RFC Berkeley    |
| 1997  | San Diego (Californie)    | Aspen                   | 31 - 25 | Old Blue RFC              |
| 1998  | San Diego (Californie)    | Aspen                   | 47 - 12 | Old Blue RFC              |
| 1999  | Fairfield (Ohio)          | Aspen                   | 30 - 13 | San Francisco Golden Gate |
| 2000  | Manchester (N. Hampshire) | Aspen                   | 42 - 34 | Hayward Rugby             |
| 2001  | Indianola (Pennsylvanie)  | San Mateo RFC           | 22 - 10 | N.Y.A.C.                  |
| 2002  | Indianola (Pennsylvanie)  | San Mateo RFC           | 37 - 3  | Austin Blacks             |
| 2003  | Indianola (Pennsylvanie)  | Boston Irish Wolfhounds | 14 - 5  | San Mateo RFC             |
| 2004  | Indianola (Pennsylvanie)  | Boston Irish Wolfhounds | 27 - 8  | Austin Blacks             |
| 2005  | San Diego (Californie)    | Santa Monica Rugby Club | 42 - 14 | Back Bay RFC              |
| 2006  | San Diego (Californie)    | Santa Monica Rugby Club | 57 - 19 | Boston Irish Wolfhounds   |
| 2007  | San Diego (Californie)    | Hayward Rugby           | 30 - 16 | Austin Blacks             |
| 2008  | Glendale (Colorado)       | Life Running Eagles     | 15 - 14 | Glendale Raptors          |
| 2009  | Glendale (Colorado)       | Aspen                   | 25 - 10 | Las Vegas Blackjacks      |
| 2010  | Glendale (Colorado)       | Las Vegas Blackjacks    | 36 - 22 | Belmont Shore RFC         |
| 2011  | Glendale (Colorado)       | Glendale Raptors        | 20 – 15 | Olympic Club Rugby        |
| 2012  | Glendale (Colorado)       | Belmont Shore RFC       | 34 – 11 | Glendale Raptors          |
| 2013  | Madison (Wisconsin)       | Life Running Eagles     | 27 – 26 | Old Puget Sound Beach     |
| 2014  | Madison (Wisconsin)       | Life Running Eagles     | 39 – 7  | New Orleans Rugby         |
| 2015  | Glendale (Colorado)       | N.Y.A.C.                | 44 – 39 | Austin Blacks             |
| 2016  | Glendale (Colorado)       | Mystic River            | 45 – 33 | Austin Blacks             |
| 2017  | Glendale (Colorado)       | Austin Huns (en)        | 27 – 23 | NYAC                      |
| 2018  | Glendale (Colorado)       | Mystic River            | 25 - 24 | Belmont Shore RFC         |
| 2019  | Fortress Obetz (Ohio)     | Life Running Eagles     | 28 - 27 | Austin Blacks             |